# Markus Fuchs
Markus Fuchs (14 novembre 1995) è un velocista austriaco, ha il record austriaco dei 100 metri piani.

## Record nazionali
Seniores
- 100 metri piani: 10"15 ( Eisenstadt, 16 luglio 2022)

## Palmarès
| Anno | Manifestazione  | Sede      | Evento      | Risultato        | Prestazione | Note  |
| ---- | --------------- | --------- | ----------- | ---------------- | ----------- | ----- |
| 2015 | Europei indoor  | Praga     | 60 m piani  | Batteria         | 6"85        |       |
| 2015 | Europei U23     | Tallinn   | 100 m piani | Batteria         | 10"96       |       |
| 2015 | Europei U23     | Tallinn   | 200 m piani | Batteria         | 21"99       |       |
| 2016 | Europei         | Amsterdam | 100 m piani | Batteria         | 10"56       |       |
| 2017 | Europei indoor  | Belgrado  | 60 m piani  | Batteria         | 6"84        |       |
| 2017 | Europei U23     | Bydgoszcz | 100 m piani | Semifinale       | 10"59       |       |
| 2017 | Europei U23     | Bydgoszcz | 200 m piani | Batteria         | dq          |       |
| 2017 | Universiadi     | Taipei    | 100 m piani | Quarti di finale | 10"64       | [ 1 ] |
| 2017 | Universiadi     | Taipei    | 200 m piani | Batteria         | 21"79       |       |
| 2018 | Europei         | Berlino   | 100 m piani | Batteria         | 10"57       |       |
| 2018 | Europei         | Berlino   | 200 m piani | Batteria         | 21"22       |       |
| 2019 | Europei indoor  | Glasgow   | 60 m piani  | Batteria         | 6"71        |       |
| 2019 | Universiadi     | Napoli    | 100 m piani | Semifinale       | 10"53       | [ 2 ] |
| 2019 | Universiadi     | Napoli    | 200 m piani | Semifinale       | 21"37       |       |
| 2021 | Europei indoor  | Toruń     | 60 m piani  | Batteria         | 6"77        |       |
| 2022 | Mondiali indoor | Belgrado  | 60 m piani  | Batteria         | 6"68        |       |
| 2022 | Europei         | Monaco    | 100 m piani | Semifinale       | 10"42       |       |
| 2023 | Europei indoor  | Istanbul  | 60 m piani  | 7º               | 6"59        | [ 3 ] |
| 2023 | Mondiali        | Budapest  | 100 m piani | Batteria         | 10"43       |       |
| 2024 | Mondiali indoor | Glasgow   | 60 m piani  | Semifinale       | 6"58        |       |
| 2024 | Europei         | Roma      | 100 m piani | Semifinale       | 10"29       |       |
| 2024 | Giochi olimpici | Parigi    | 100 m piani | Batteria         | 10"59       |       |

## Campionati nazionali
- 9 volte campione nazionale austriaco dei 100 m (2014, 2015, 2016, 2017, 2018, 2019, 2020, 2021, 2022)
- 9 volte campione nazionale austriaco dei 60 m indoor (2015, 2016, 2017, 2018, 2019, 2020, 2021, 2022, 2023)
- 5 volte campione nazionale austriaco dei 200 m indoor (2013, 2018, 2019, 2020, 2021)
- 4 volte campione nazionale austriaco dei 200 m (2016, 2017, 2019, 2022)

2012
- Argento ai campionati austriaci (Klagenfurt am Wörthersee), 100 m - 10"97
- 7º ai campionati austriaci (Klagenfurt am Wörthersee), 200 m - 22"45

2013
- Bronzo ai campionati austriaci indoor (Vienna), 60 m - 6"94
- Oro ai campionati austriaci indoor (Vienna), 200 m - 22"04

2014
- Oro ai campionati austriaci (Hallein), 100 m - 10"75

2015
- Oro ai campionati austriaci indoor (Lienz), 60 m - 6"80
- Oro ai campionati austriaci (Kapfenberg), 100 m - 10"67
- Argento ai campionati austriaci (Kapfenberg), 200 m - 21"92

2016
- Oro ai campionati austriaci indoor (Lienz), 60 m - 6"73
- Oro ai campionati austriaci (Salisburgo), 100 m - 10"47
- Oro ai campionati austriaci (Salisburgo), 200 m - 22"17

2017
- Oro ai campionati austriaci indoor (Lienz), 60 m - 6"69
- Oro ai campionati austriaci (Lienz), 100 m - 10"45
- Oro ai campionati austriaci (Lienz), 200 m - 21"23

2018
- Oro ai campionati austriaci indoor (Lienz), 60 m - 6"71
- Oro ai campionati austriaci indoor (Lienz), 200 m - 21"51
- Oro ai campionati austriaci (Klagenfurt am Wörthersee), 100 m - 10"38

2019
- Oro ai campionati austriaci indoor (Vienna), 60 m - 6"65
- Oro ai campionati austriaci indoor (Vienna), 200 m - 21"45
- Oro ai campionati austriaci (Innsbruck), 100 m - 10"51
- Oro ai campionati austriaci (Innsbruck), 200 m - 21"27

2020
- Oro ai campionati austriaci indoor (Lienz), 60 m - 6"70
- Oro ai campionati austriaci indoor (Lienz), 200 m - 21"50
- Oro ai campionati austriaci indoor (Lienz), 4x200 m - 1'28"32
- Oro ai campionati austriaci (Maria Enzersdorf), 100 m - 10"45

2021
- Oro ai campionati austriaci indoor (Lienz), 60 m - 6"69
- Oro ai campionati austriaci indoor (Lienz), 200 m - 21"76
- Oro ai campionati austriaci (Graz), 100 m - 10"41

2022
- Oro ai campionati austriaci indoor (Lienz), 60 m - 6"64
- Oro ai campionati austriaci (Sankt Pölten), 100 m - 10"20
- Oro ai campionati austriaci (Sankt Pölten), 200 m - 21"15

2023
- Oro ai campionati austriaci indoor (Lienz), 60 m - 6"61

## Altre competizioni internazionali
2013
- El. in batteria al Festival olimpico della gioventù europea ( Trebisonda), 100 m piani - 11"27

2013
- Argento ai Campionati europei a squadre - Second League ( Baku), 4x100 m - 40"45

2015
- Bronzo ai Campionati europei a squadre - Third League ( Baku), 100 m - 10"74
- Oro ai Campionati europei a squadre - Third League ( Baku), 4x100 m - 40"36

2017
- 5º ai Campionati europei a squadre - Second League ( Tel Aviv), 100 m - 10"54
- Bronzo ai Campionati europei a squadre - Second League ( Tel Aviv), 4x100 m - 40"87

2018
- 8º al PSD Bank Leichtathletik Meeting, ( Düsseldorf), 60 m - 6"78

2019
- Oro ai Campionati europei a squadre - Second League ( Varaždin), 100 m - 10"64
- Oro ai Campionati europei a squadre - Second League ( Varaždin), 200 m - 21"00
- Oro ai Campionati europei a squadre - Second League ( Varaždin), 4x100 m - 39"88

2020
- 4º ai campionati balcanici indoor ( Istanbul), 60 m - 6"76

2022
- Bronzo ai campionati balcanici indoor ( Istanbul), 60 m - 6"68

2023
- Oro ai Campionati europei a squadre - Terza divisione ( Chorzów), 100 m - 10"36
- Bronzo ai Campionati europei a squadre - Terza divisione ( Chorzów), 200 m - 20"99